# Postvorta
Postvorta, Postverta, Postuorta ou Postuerta (on trouve aussi s au lieu de t comme avant-dernière lettre), est dans la mythologie romaine l'une des Camènes, incluses dans le groupe des Di indigetes. Elle est la déesse du passé (post) et, contrairement à sa sœur Antevorta, préside à la naissance des enfants lorsqu'ils sont en position de siège. Considérée d'abord comme un aspect de Carmenta dont elle est l'une des compagnes, elle est ensuite devenue une figure à part entière.
Antevorta et Postvorta avaient deux autels à Rome et étaient invoquées par les femmes enceintes comme protectrices contre les dangers de l'accouchement. On disait qu'Antevorta était présente à la naissance lorsque le bébé naissait la tête la première ; Postverta, quand les pieds du bébé sont venus en premier.